# Ной Сентінео
Ной Грегорі Сентінео (англ. Noah Gregory Centineo; нар. 9 травня 1996, Маямі, Флорида, США) — американський актор. Найбільш відомий за роллю Хесуса Фостера в останніх трьох сезонах телесеріалу «Фостер» (2015—2018). Він також зіграв роль Джейдена в фільмі «Як створити ідеального хлопця» (2014), а також в романтичних комедіях «Сьєрра Берджесс — невдаха» (2018) і «Усім хлопцям, яких я кохала раніше» (2018), а також двох її продовженнях (2020—2021).

## Раннє життя
Сентінео народився в Маямі, штат Флорида в родині Келлі Джанела і Грегорі Вінсента Сентінео, виконавчого продюсера фільмів. Ной заявив, що він наполовину італієць і голландець. Він виріс у місті Бойнтон-Біч, штат Флорида. Навчався в середній школі мистецтв BAK і в середній школі Boca Raton в дев'ятому та десятому класах, де також грав у футбол.
У 2012 році він переїхав в Лос-Анджелес.

## Кар'єра
У 2009 році Ной знявся в головній ролі сімейного фільму «Золоті ретривери», де зіграв Джоша Пітерса. Потім він з'явився в невеликих ролях в телесеріалах Disney «Остін і Еллі» і «Потанцюймо». У 2014 році Сентінео знявся в романтичній комедії «Як створити ідеального хлопця» в ролі Джейдена Старка. Того ж року отримав роль Бена в телесеріалі Disney «Growing Up and Down», який згодом був закритий після виходу пілота. У 2015 році отримав роль Хесуса Адамса Фостера в телесеріалі «Фостер», замінивши актора Джейка Ті Остіна. За цю роль він був номінований на премію Teen Choice Awards в категорії «Choice Summer TV Star: Male».
У 2017 році Ной приєднався до акторського складу вебсеріалу «Зазначені» в ролі Хоука. Того ж року він знявся в кліпі Каміли Кабельйо «Havana».
У 2018 році знявся в двох оригінальних фільмах компанії Netflix: він зіграв роль Пітера в фільмі «Усім хлопцям, яких я кохала раніше» і роль Джеймі у фільмі «Сьєрра Берджесс — невдаха». У 2019 був обраний на роль Брукса Реттігана у фільмі «Ідеальне побачення», а також отримав одну з головних ролей у фільмі «Ангели Чарлі».
У 2022—2025 роках грав головну роль у шпигунському телесеріалі «Шантаж». У 2025 році виконав одну з головних ролей у воєнному фільмі «Бойові дії».

## Фільмографія
| Фільми та телесеріали | Фільми та телесеріали               | Фільми та телесеріали                  | Фільми та телесеріали | Фільми та телесеріали                  |
| Рік                   | Назва                               | Оригінальна назва                      | Роль                  | Примітки                               |
| --------------------- | ----------------------------------- | -------------------------------------- | --------------------- | -------------------------------------- |
| 2009                  | Золоті ретривери                    | The Gold Retrievers                    | Джош Пітерс           |                                        |
| 2011                  |                                     | Turkles                                | Девід                 |                                        |
| 2011-2012             | Остін і Еллі                        | Austin & Ally                          | Даллас                | 3 епізоду                              |
| 2013                  | Марвін Марвін                       | Marvin Marvin                          | Блейн Хотмен          | Епізод: «Double Date»                  |
| 2013                  | Потанцюймо                          | Shake It Up                            | Монро                 | Епізод: «Psych It Up»                  |
| 2013                  | Айронсайд                           | Ironside                               | хлопчик               | Епізод: «Minor Infractions»            |
| 2014                  |                                     | Growing Up and Down                    | Бен Істман            | пілот                                  |
| 2014                  | Джессі                              | Jessie                                 | Рік Ларкін            | Епізод: «Hoedown Showdown»             |
| 2014                  | Ох, вже цей папа                    | See Dad Run                            | Карсон                | Епізод: «See Dad Watch Janie Run Away» |
| 2014                  | Телеведучі                          | Newsreaders                            | Джош                  | Епізод: «F- Dancing, Are You Decent?»  |
| 2014                  | Як створити ідеального хлопця       | How to Build a Better Boy              | Джейден Старк         | Телевізійний фільм                     |
| 2015-2018             | Фостер                              | The Fosters                            | Хесус Адамс Фостер    |                                        |
| 2017-2018             | Зазначені                           | T@gged                                 | Хоук Картер           | 20 епізодів                            |
| 2017                  |                                     | SPF-18                                 | Джонні Сандерс мл.    |                                        |
| 2017                  | Необоротне                          | Can not Take It Back                   | Джейк Робертс         |                                        |
| 2018                  | Усім хлопцям, яких я кохала раніше  | To All the Boys I've Loved Before      | Пітер Кавинський      |                                        |
| 2018                  | Сьєрра Берджесс — невдаха           | Sierra Burgess Is a Loser              | Джеймі                |                                        |
| 2018                  |                                     | Swiped                                 | Ленс Блек             |                                        |
| 2019                  | Приємні клопоти                     | Good Trouble                           | Хесус Адамс Фостер    | 2 епізоду                              |
| 2019                  | Ідеальне побачення                  | The Perfect Date                       | Брукс Реттіген        |                                        |
| 2019                  | Ангели Чарлі                        | Charlie's Angels                       | Ленгстон              |                                        |
| 2019                  | Мій щоденник                        | Wo de ri ji                            |                       |                                        |
| 2020                  | Усім хлопцям: P.S. Я досі вас кохаю | To All the Boys: P.S. I Still Love You | Пітер Кавинський      |                                        |
| 2021                  | Усім хлопцям: Завжди і назавжди     | To All the Boys I've Loved Before 2    | Пітер Кавинський      |                                        |
| 2022                  | Чорний Адам                         | Black Adam                             | Атомний руйнівник     |                                        |
| 2022—2025             | Шантаж                              | The Recruit                            | Оуен Гендрікс         |                                        |
| 2023                  | Сценарій сну                        | Dream Scenario                         | Ділан                 |                                        |
| 2025                  | Бойові дії                          | Warfare                                | Брайан                |                                        |

## Нагороди та номінації
| Нагороди та номінації | Нагороди та номінації           | Нагороди та номінації                     | Нагороди та номінації                | Нагороди та номінації | Нагороди та номінації |
| Рік                   | Нагорода                        | Категорія                                 | Номінант                             | Результат             | Прим.                 |
| --------------------- | ------------------------------- | ----------------------------------------- | ------------------------------------ | --------------------- | --------------------- |
| 2017                  | Teen Choice Award               | Choice Summer TV Star Male                | »Фостер"                             | Номінація             |                       |
| 2019                  | Nickelodeon Kids’ Choice Awards | Кіноактор                                 | «Усім хлопцям, яких я кохала раніше» | Перемога              |                       |
| 2019                  | MTV Movie & TV Awards           | Найкращий поцілунок (разом з Лана Кондор) | «Усім хлопцям, яких я кохала раніше» | Перемога              |                       |
| 2019                  | MTV Movie & TV Awards           | Кінонагорода MTV за найкращий прорив року | «Усім хлопцям, яких я кохала раніше» | Перемога              |                       |